# آی‌یو
لی جی اون (کره‌ای: 이지은؛ زادهٔ ۱۶ مه ۱۹۹۳) که بیشتر نام هنری آی‌یو (کره‌ای: 아이유؛ انگلیسی: IU) شناخته می‌شود، خواننده، ترانه‌سرا، آهنگساز و بازیگر اهل کره جنوبی است.

## حرفه
او وقتی یک دانش آموز دبیرستانی بود، به دنبال رویایش برای خواننده شدن در اودیشن کمپانی‌های استعداد یابی مختلفی شرکت کرد. در سال ۲۰۰۷ به عنوان یک کار آموز وارد کمپانی لئون انترتینمنت شد و فقط پس از ۱۰ ماه دوره کارآموزی در سن ۱۵ سالگی با آلبوم گمشده و یافتن فعالیت خود را در موسیقی کشور کره جنوبی آغاز کرد. آلبوم‌های بعدی او، بزرگ شدن و آی‌یو… آی‌ام برای او موفقیت‌هایی مهمی به ارمغان آوردند، اما انتشار تک‌آهنگ «روز خوب» از مینی آلبوم واقعی در سال ۲۰۱۰، او را به یک ستاره ملی و مشهور تبدیل کرد. ترانه «روز خوب» پنج هفته متوالی در صدر چارت گائون قرار داشت و رکورد دار بیشترین مدت زمان باقی ماندن در رتبهٔ ۱ چارت‌ها است.
آی‌یو با موفقیت آلبوم‌های سال ۲۰۱۱، واقعی+ و آخرین فانتزی، به خواننده ای تبدیل شد که چارت‌های موسیقی کشورش را مال خودش کرده‌است و همچنین توانست لقب «خواهر کوچک ملت» را به‌دست آورد. سال ۲۰۱۱ همچنین اولین فعالیت آی‌یو در مسیر ترانه‌سرایی با آهنگ دستم را بگیر را به همراه داشت. این آهنگ برای سریال بزرگترین عشق نوشته شده بود. سومین آلبوم کامل آی‌یو به نام عصر جدید که سال ۲۰۱۳ منتشر شد چهره بالغ‌تری نسبت به تصویر دخترانه‌ای که قبلاً داشت را به نمایش گذاشت و آهنگ‌های متعددی از این آلبوم به لیست ۱۰ آهنگ برتر چارت گائون راه پیدا کرد. با انتشار چوق الف یک گل و چت-شایر به جدا شدن از مسیر اصلی و استایل رایج کی-پاپ ادامه داد و تسلطش روی چارت‌های موسیقی را حفظ کرد. مینی آلبوم چت-شایر اولین آلبومی است که آی‌یو کار ترانه‌سرایی و تهیه کنندگی کل آلبوم را شخصا بر عهده داشته‌است.
آی‌یو تا به حال پنج آلبوم کامل و ۱۲ تک آهنگ منتشر کرده‌است. به عنوان یکی از پرفروش‌ترین هنرمندان سولوی صنعت موسیقی کره جنوبی، که تحت سلطهٔ گروه‌های پسر و دختر است. آی‌یو از سال ۲۰۱۲ تا کنون در لیست سالیانهٔ کوریا پاور سلبریتی مجله فوربز کره حضور دارد و بالاترین رتبهٔ او در سال ۲۰۱۲، سه بوده‌است. بیلبورد از آی‌یو به عنوان رهبر همیشگی ۱۰۰ آهنگ داغ کی-پاپ نام برده‌است، همچنین بیلبورد از آی‌یو با بیشترین تعداد آهنگ در رتبهٔ یک این چارت و هنرمندی که بیشترین تعداد هفته را در صدر چارت گذرانده بوده‌است نام برده. او با آلبوم پالت رکورد موفقیت‌های خود را شکست. با این آلبوم جوایز زیادی به‌دست آورد و به عنوان تنها هنرمند کره‌ای نامش در نیویورک تایمز چاپ شد. از جمله انتشارهای موفق او بعد از پالت می‌توان به شعر عشق، بلومینگ و هشت با تهیه کنندگی و همکاری شوگا عضو بی تی اس اشاره کرد.
او در سال ۲۰۲۱ پنجمین آلبوم خود را به نام یاسی را منتشر کرد که در تمام نمودار های موسیقی کره در رتبه ۱ قرار گرفت.و در مجله‌فربرز آمریکا جز بهترین آلبوم های ۲۰۲۱ کی‌پاپ قرار گرفت. در پایان سال ۲۰۲۲ مجله معروف آمریکایی رولین استون اسامی ۲۰۰ خواننده را با عنوان برترین خوانندگان تمام دوران در جهان معرفی کرد که آی‌یو با رتبه ۱۳۵ بالاترین رتبه کی‌پاپ در این لیست بود. در این لیست فقط دو کره ای وجود داشت که یکی آی‌یو و دیگری جونگ کوک از بی‌تی‌اس با رتبه ۱۹۳ بود.
او هم‌اکنون هنرمند کمپانی ئی‌دی‌ای‌ام است. 
طبق اطلاعات سازمان توریست کره آی‌یو موفق‌ترین سولوییست کره‌ای در جذب گردشگر به کره است.
آی‌یو در کنار شغلش در زمینه موسیقی، مجری‌گری رادیو و برنامه‌های تلویزیون و همچنین بازیگری نیز فعالیت دارد. بعد از نقش دومش در سریال رؤیای بلند و حضور کوتاه در برخی دیگر برنامه‌های تلویزیونی، آی‌یو در سریال‌های تهیه‌کنندگان، پسر زیبا، تو بهترینی لی سون شین!، عاشقان ماه و آجوشی من نیز نقش بازی کرده‌است. همچنین در سال ۲۰۱۹ در مینی سریال پرسونا و در تابستان آن سال در سریال موفق هتل دل لونا بازی کرد.
او هم‌اکنون در حال فیلمبرداری فیلم جدیدی به نام رؤیا است که در سال ۲۰۲۰ تا ۲۰۲۲ فیلم برداری آن به طول انجامید در سال ۲۰۲۳ منتشر خواهد شد. او در فیلم (بروکر) به کارگردانی، کارگردان معروف ژاپنی کواریدا بازی کرده است و با اولین فیلم تجاری خود به جشنواره کن رفت. 
در سال ۲۰۱۲ در یک برنامه تلویزیونی که به سوزی و یو‌اینا به عنوان مهمان مخفی آی‌یو حضور داشتند به چگونگی دوستی خود با آی‌یو پرداختند. سوزی و آی‌یو بعد از بازی در سریال رؤیای بلند بسیار بهم نزدیک شدند و دوستی آن دو یکی از بهترین دوستی‌ها در کی‌پاپ تبدیل شد.

## زندگی شخصی

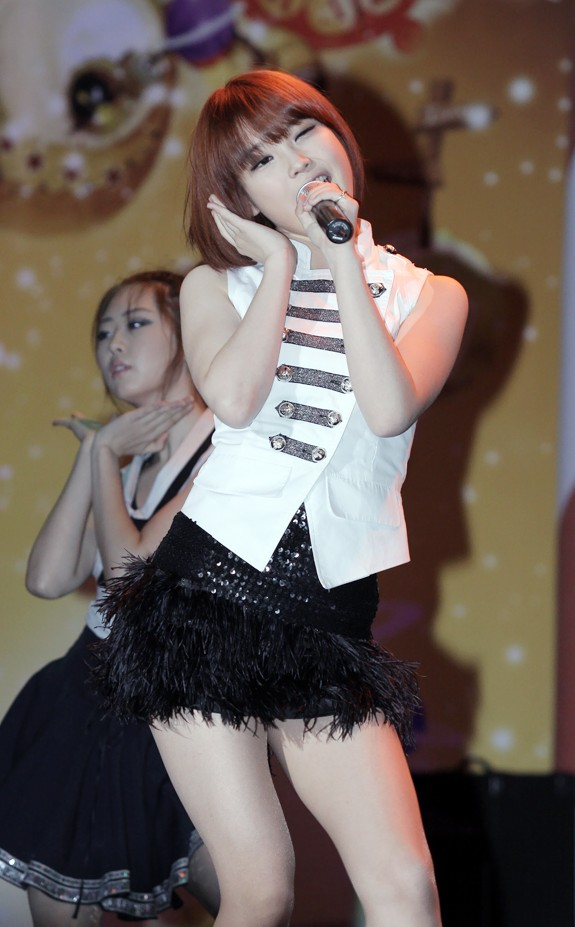
آیو در حال اجرای "بو" در 29 اکتبر 2009

ساوت چاینا مورنینگ پست ارزش خالص آی‌یو را ۳۱–۴۵ میلیون دلار برآورد کرده و او را تبدیل به ثروتمندترین آیدل خواننده کره‌ای زن تبدیل کرده‌است.
در ۳۱ دسامبر ۲۰۲۲، گزارش شد که آی‌یو و بازیگر لی جونگ سوک از چهار ماه گذشته در رابطه هستند. آژانس‌های هر دو نیز این خبر را تایید کردند.

## فیلم‌شناسی
- رؤیای بلند (۲۰۱۱)
- تو بهترینی (۲۰۱۳)
- پسر زیبا (۲۰۱۳)
- تهیه‌کنندگان (۲۰۱۵)
- عاشقان ماه (۲۰۱۶)
- آجوشی من (۲۰۱۸)
- هتل دل لونا (۲۰۱۹)
- دلال (۲۰۲۲)
- رؤیا (۲۰۲۳)
- وقتی زندگی به تو نارنگی می‌دهد(۲۰۲۵)